# Boicote, Desinvestimento e Sanções

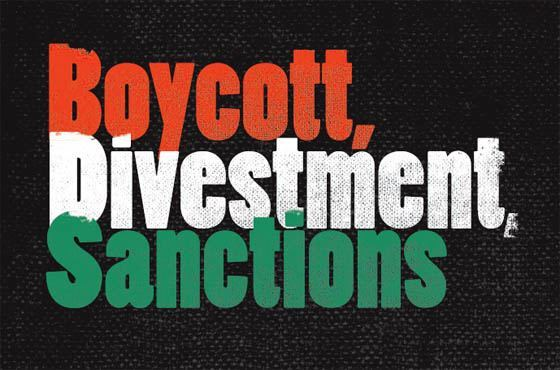
Logo usado na campanha global por
boicote, desinvestimento e sanções contra Israel

"Boicote, desinvestimento e sanções" (em inglês, "Calls for Boycott, Divestment and Sanctions against Israel"), mais conhecida como BDS, é uma campanha global que preconiza a prática de boicote  econômico, acadêmico, cultural e político ao estado de Israel, com os seguintes objetivos:
- Fim da ocupação e da colonização dos territórios palestinos
- Igualdade de direitos para os cidadãos árabes de Israel
- Respeito ao direito de retorno dos refugiados palestinos

## Antecedentes
Em 2 de dezembro de 1945, mais de dois anos antes da proclamação do Estado de Israel, foi proposto, pela Liga Árabe, um primeiro boicote contra produtos comercializados pelos sionistas.
En 2001, paralelamente à  Terceira  Conferência Mundial contra o Racismo, a Discriminação Racial, a Xenofobia e a Intolerância organizada pela Unesco, em Durban (África do Sul), realiza-se um fórum de organizações não governamentais que propõe  o embargo, a exclusão e a ruptura de qualquer ligação com o Estado de Israel.
Em 2002, após as declarações de Ronnie Kasrils, então Ministro das Águas e das Florestas da África do Sul, conclamando ao boicote e às sanções, Desmond Tutu,  prêmio Nobel da Paz por sua luta contra o apartheid, lança uma campanha de desinvestimento em Israel, conduzida por entidades religiosas e políticas visando colocar um fim à ocupação israelense dos territórios palestinos iniciada na Guerra dos Seis Dias (1967) · .
Entre 2002 e 2004, a sociedade civil palestina organizou um apelo em favor do boicote, do desinvestimento e de sanções contra Israel, que foi lançado em 2005, por ocasião do aniversário do parecer da Corte Internacional de Justiça que condenou a construção do Muro da Cisjordânia por Israel.
Esse apelo seria repetido em diversos encontros internacionais, notadamente pela Comissão das Nações Unidas para o Exercício dos Direitos Inalienáveis do Povo Palestino, criada em 1975 pela Resolução 3376 da Assembleia Geral da ONU.
Uma pesquisa da Maan News Agency, de março de 2009, revelou que 21% dos exportadores israelenses tiveram que baixar seus preços por causa do boicote, depois de perderem significativa fatia de mercado, sobretudo na Jordânia, no Reino Unido e nos países escandinavos.

## Primeiras declarações e construção da campanha
Em abril de 2002, o sul-africano de origem judia Ronnie Kasrils, então  Ministro das Águas e das Florestas da África do Sul, declarou publicamente o seu apoio à proposta de "isolamento, boicote e sanções" contra Israel e lançou, juntamente com Max Ozinsky, também judeu, a carta-manifesto "Não em meu nome" (Not in my Name).
"Eu nasci judeu. Uma vez que Israel se propõe a falar e a agir em nome de judeus em toda parte (...) estamos dizendo: Não. Não em meu nome. Nunca", disse Kasrils em uma entrevista à Reuters. O manifesto, assinado por centenas de outros membros da comunidade judaica sul-africana, fazia uma explícita analogia entre o apartheid e as políticas vigentes no Estado de Israel. . Alguns anos mais tarde, em 2005, em artigo publicado no jornal The Guardian, Kasrils explicou por que acreditava que o boicote pudesse ser benéfico tanto para os palestinos quanto para os israelenses.
Ainda em 2002 Desmond Tutu, Nobel da Paz por sua luta contra o apartheid, lançou uma campanha de desinvestimento em  Israel, conduzida por entidades religiosas e políticas, com o objetivo de colocar um fim nos 46 anos de ocupação israelense dos territórios palestinos, iniciada na Guerra dos Seis Dias ·  · .
A ideia de uma campanha europeia de boicote acadêmico e cultural surge na Grã-Bretanha em 2002, numa carta aberta assinada por 125 acadêmicos e publicada por The Guardian. A carta levou a linguista Mona Baker, da Universidade de Manchester, a demitir dois acadêmicos israelenses do conselho editorial de dois periódicos editados por ela em junho de  2002. "De fato, não estou boicotando os israelenses. Estou boicotando as instituições israelenses," declarou Baker.

### Conferência na sede da ONU e reunião de intelectuais na Palestina
En setembro de 2003,  na sede da ONU, por ocasião da Conferência Internacional da sociedade civil em apoio ao povo palestino, uma ONG israelense defendeu  um boicote internacional. Outros participantes estabeleceram um paralelo entre as condições impostas aos palestinos, pelo governo de Israel, e antigo regime de apartheid na África do Sul.
Em abril de 2004 um grupo de acadêmicos e intelectuais reunidos em Ramallah lançou a Campanha Palestina pelo Boicote Acadêmico e Cultural de Israel. Os objetivos dessa campanha, que se seguiu a um apelo precedente, lançado em 2003 por acadêmicos e intelectuais da Palestina e da Diáspora, foram divulgados numa declaração pública, em julho do mesmo ano.
Em 9 de julho de 2004, a Corte Internacional de Justiça emitiu parecer sobre a barreira de separação israelense, contestando o seu traçado. Esse parecer reforça a oposição à política de Israel e cria um clima propício à campanha pelo boicote. O Estado de Israel reagiu ao parecer da Corte, protestando contra a "posição tendenciosa e parcial da Assembleia Geral da ONU" e destacando a influência que os "países hostis" a Israel teriam na Assembleia. Além disso, segundo Israel, a Corte Internacional de Justiça não teria competência para tratar de "questões políticas litigiosas sem o consentimento das partes envolvidas".

## Indicação para o Nobel da Paz
Em 2 de feveriro de 2018, Bjørnar Moxnes, membro do parlamento norueguês, indicou oficialmente o movimento BDS para o Prêmio Nobel da Paz. Segundo Moxnes, o movimento deve ser apoiado, sem reservas, por todos os povos e países de convicções democráticas. "Conceder o Prêmio Nobel da Paz ao movimento BDS seria um  sinal poderoso para demonstrar que a comunidade internacional está comprometida em apoiar uma paz justa no Oriente Médio, com o uso de meios pacíficos para pôr um fim à ocupação militar e às amplas violações da lei internacional.

## Apoiantes famosos
Artistas e intelectuais palestinos lançaram um apelo aos artistas e intelectuais de todo o mundo, em favor do Boicote Acadêmico e Cultural de Israel (PACBI). Várias personalidades atenderam ao chamado, incluindo John Berger, Bjork, Elvis Costello, Brian Eno, Eduardo Galeano, Mike Leigh, Ken Loach, Henning Mankell, Massive Attack, Arundhati Roy e Carlos Santana.

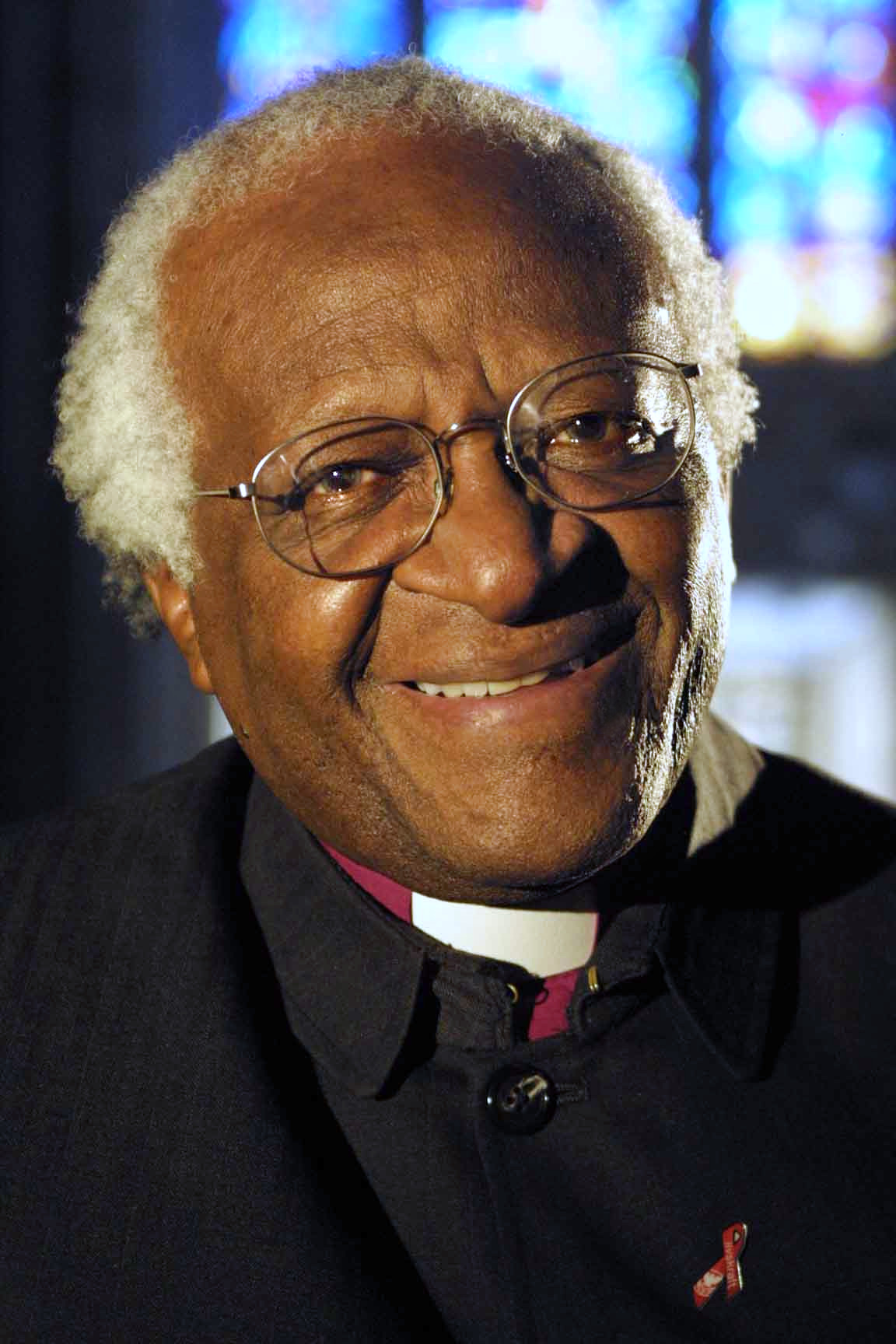
Arcebispo Desmond Tutu
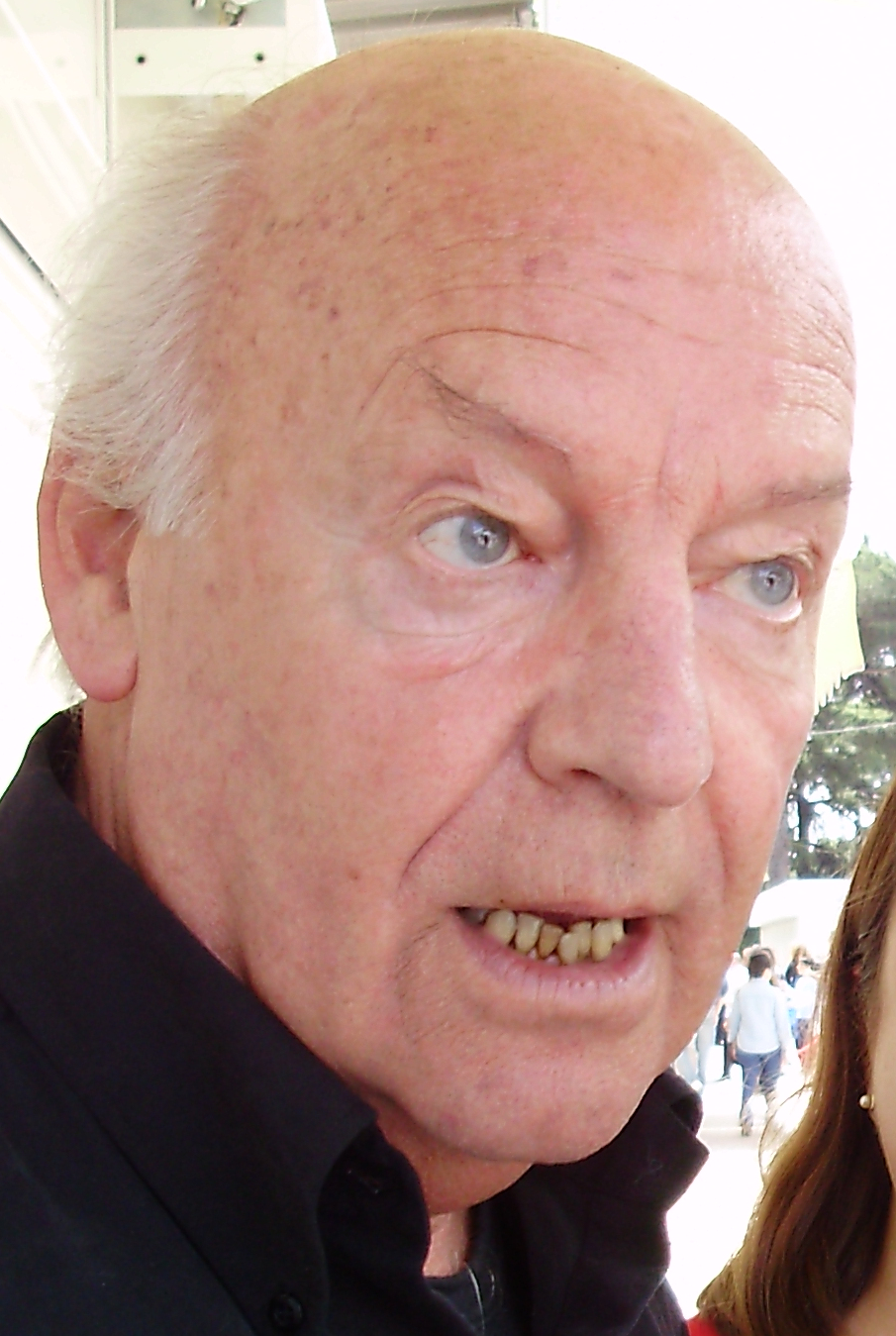
Eduardo Galeano
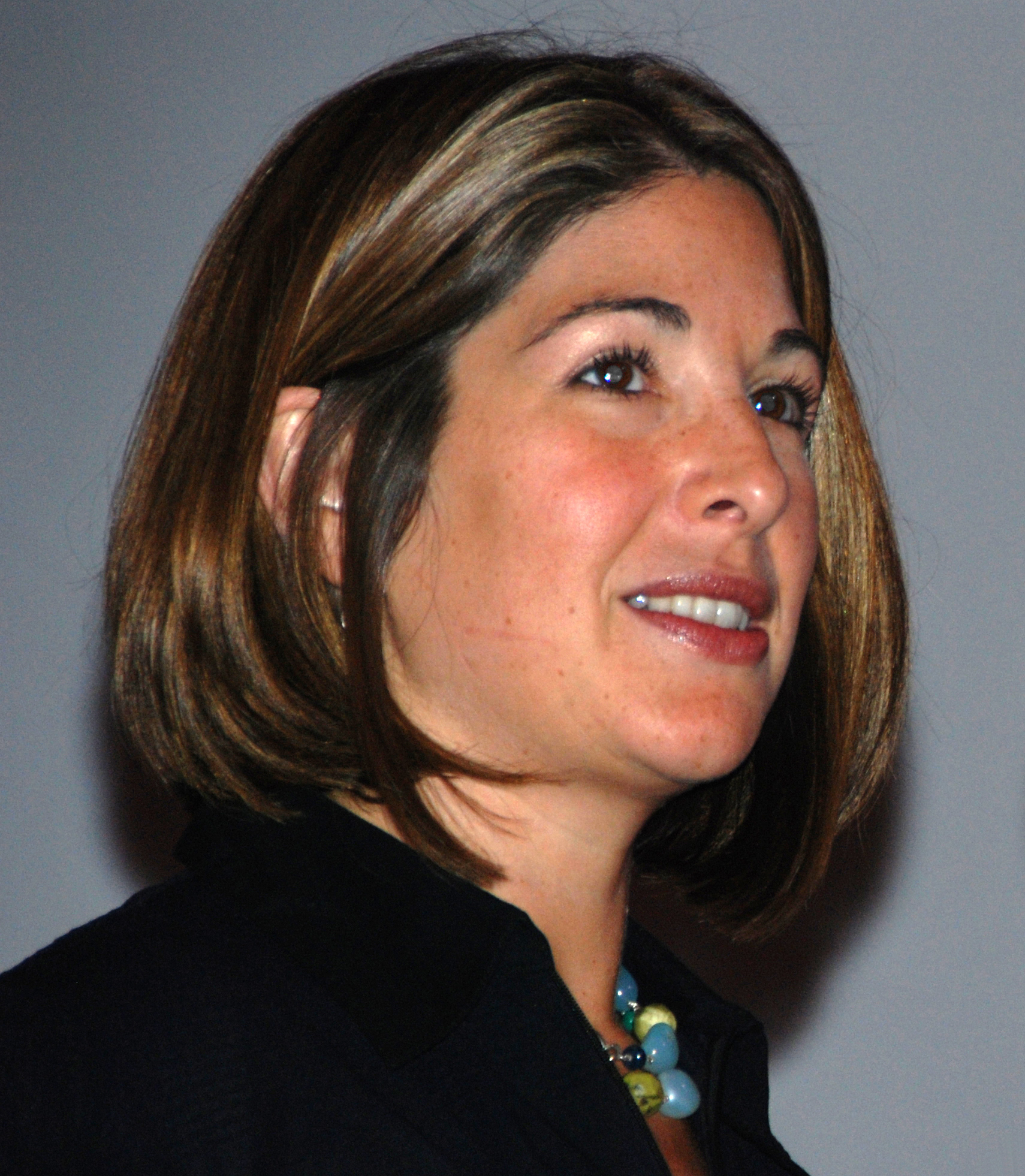
Naomi Klein
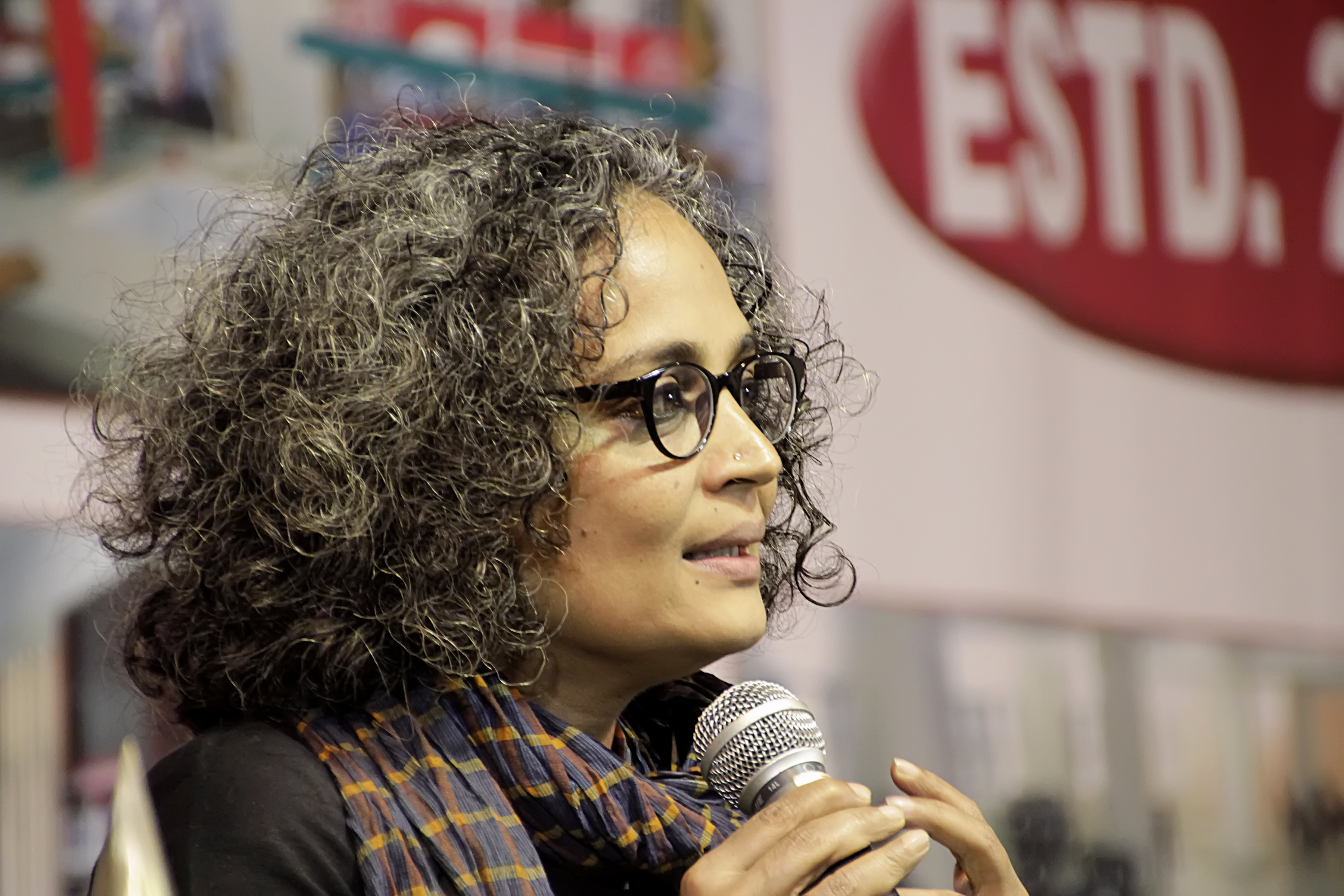
Arundhati Roy

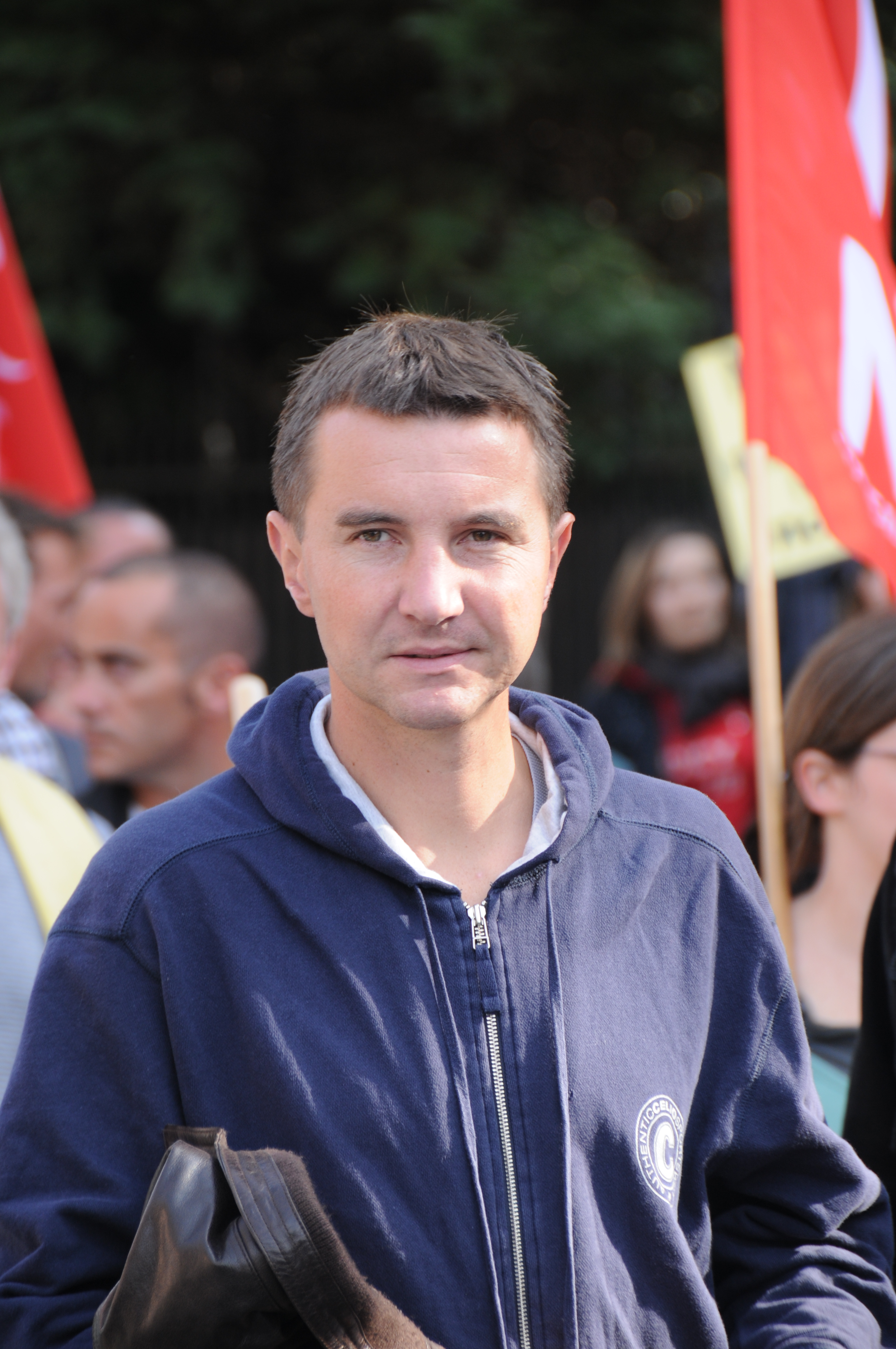
Olivier Besancenot
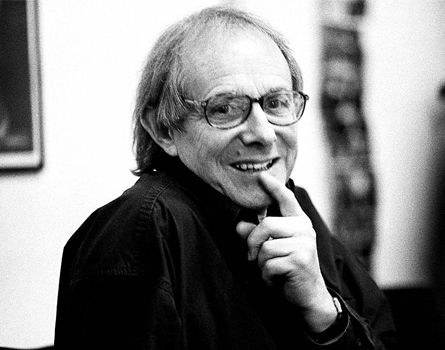
Ken Loach
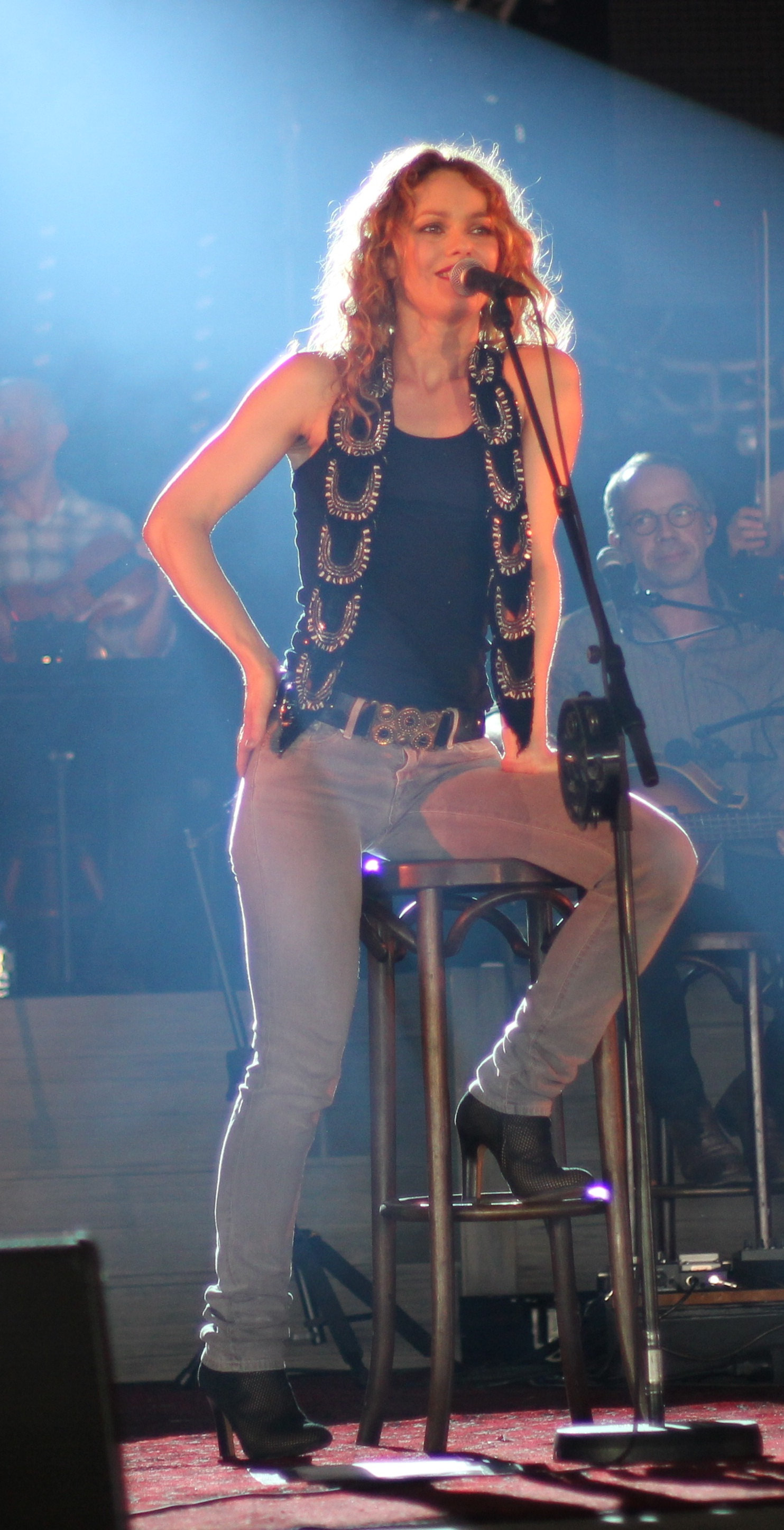
Vanessa Paradis
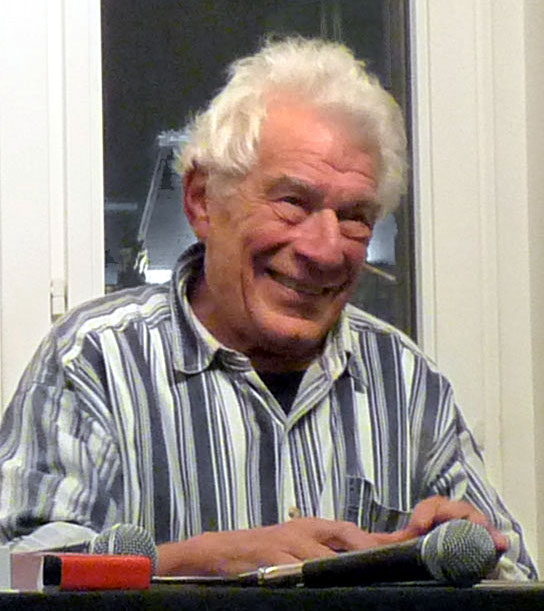
John Berger

### Favoráveis ao BDS
- (em francês) Rapport de synthèse de la première conférence palestinienne pour le Boycott d'Israël. Al-Bireh, Ramallah, 22 de novembro de 2007.
- Eroding Israel’s Legitimacy in the International Arena, Reut Institute, 28 de janeiro de 2010
- (em francês) Boycott : la contre-offensive d’Israël et de ses amis. Por Dominique Vidal. Le Monde diplomatique, fevereiro de 2010
- Resource Center for Palestinian Residency and Refugee Rights
- Barghouti, Omar. Boycott, désinvestissement et sanctions,  ed. La Fabrique, 2010.
- BRICUP (the British Committee for the Universities of Palestine) the body that promotes the academic boycott in the UK
- PACBI (Palestinian campaign for the academic and cultural boycott of Israel)
- Palestinian United Call for BDS against Israel by the Boycott National Committee
- Jello Biafra: "Caught in the crossfire: Should musicians boycott Israel?" on Al Jazeera website (apoio crítico)

#### Contra o BDS
- "Boycott, Divestment and Sanctions (BDS)", Anti-Defamation League, 2014.
- Jiulio Meotti, Is BDS campaign working?, Ynetnews, 31 August 2011
- NGO Monitor, Israeli anti-BDS organisation
- "Boycott Divestment Sanctions (BDS) Against Israel: An Anti-Semitic, Anti-Peace Poison Pill", Simon Wiesenthal Center, March 2013
- Delegitimation of Israel and Israel Attachments Among Jewish Young Adults:The College Campus and Other Contributing Factors, artigo do Jewish People Policy Institute
- (em francês) Declaração de  Bernard-Henri Lévy
- Finkelstein seen as moderate on far-left panel. New School talk with Anna Baltzer finds him blasting BDS movement. Por Walter Ruby. The Jewish Week, 10 de outubro de 2012.

### Debate sobre o BDS
- Boycott, Divest From, and Sanction Israel?: A Debate on BDS with Omar Barghouti and Rabbi Arthur Waskow. Democracy Now!, 4 de março de 2010.